# Villa Widstrand

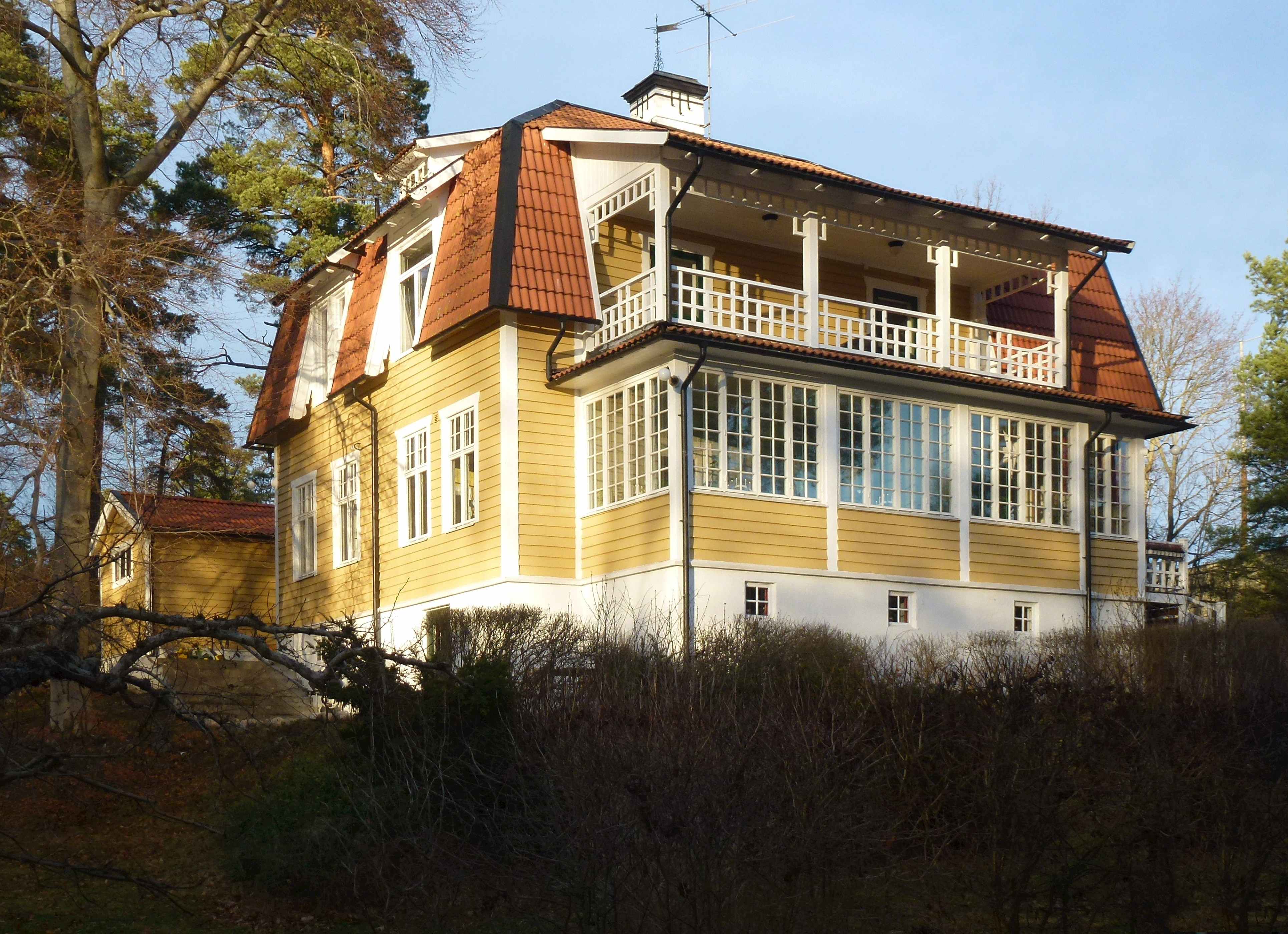
Villa Widstrand, december 2013.

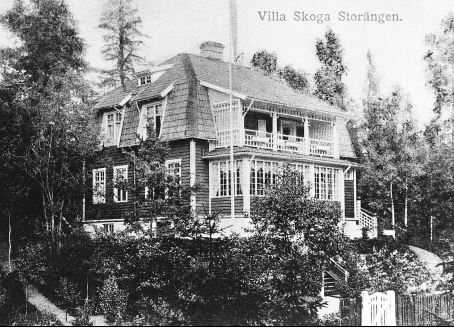
Villa Skoga på tidigt 1920-tal.

Villa Widstrand (även kallad Villa Skoga) är en kulturhistoriskt värdefull byggnad vid Kallstenius väg, i Storängen, Nacka kommun. Villan uppfördes 1906 av byggmästaren Vilhelm Norrbin för bokförläggaren Wilhelm Widstrand (Wahlström & Widstrand) och ritades av arkitekten Elis Bergh.

## Bakgrund
Storängens villasamhälle grundades år 1904 av Tjänstemännens egnahemsförening och lockade till sig inte bara tjänstemän från övre medelklass utan även universitetslärare, direktörer, konstsamlare och konstnärer. Den nyöppnade järnvägen Stockholm-Saltsjön (Saltsjöbanan) med sin snabba trafikförbindelse till och från Stockholm och hållplats i Storängen bidrog till att villasamhället blev attraktivt.
Till den nya villastaden kom även grundarna för bokförlaget Wahlström & Widstrand. Per Karl Wahlström flyttade 1906 till Villa Wahlström vid Järlavägen 23 och hans kompanjon Wilhelm Widstrand bosatte sig samma år i Villa Widstrand vid nuvarande Krokvägen 1A (tidigare Skogsvägen).

## Byggnadsbeskrivning
Arkitekt Elis Berg, som sedermera skulle bli formgivare och konstnärlig ledare på Kosta glasbruk, ritade en pampig grosshandlarvilla. Fasaderna är klädda med liggande träpanel, som var i början rödmålad (idag gul) med vita knutar. Mot sydsidan märks en stor punschveranda som kröns av en balkong. Taket är ett brutet och valmat sadeltak som ger plats för övre våningsplanet. Widstrand med familj bodde här mellan 1906 och 1922. Under deras tid kallade de sitt hem ”Villa Skoga”. Till granne vid nuvarande Krokvägen 1B hade Widstrands konstnären Gottfrid Kallstenius, som tillsammans med hustrun Gerda Roosval-Kallstenius flyttade 1906 till Villa Kallstenius.
Villans enskilda läge i södra kröken för dåvarande Skogsvägen och med bara 200 meter gångavstånd till Långsjön förändrades drastiskt i slutet av 1960-talet när Saltsjöbadsleden byggdes. Sedan dess är kontakten österut bruten av motorvägen.